# Ídolos (4.ª edição)
A quarta edição do Ídolos em Portugal, estreou em Setembro de 2010 na SIC.

## Castings
- Os castings decorreram no Estoril, Lisboa, Portimão, Porto.

## Vencedor
- Sandra Pereira

## Júri e Apresentadores
Júri:
- Manuel Moura dos Santos
- Roberta Medina
- Laurent Filipe
- Pedro Boucherie Mendes

Apresentadores:
- João Manzarra
- Cláudia Vieira

## Participantes
| Participante       | Idade | Localidade           | Gala de Eliminação                     |
| ------------------ | ----- | -------------------- | -------------------------------------- |
| Sandra Pereira     | 24    | Albergaria-a-Velha   | Gala Final: 1.º Lugar                  |
| Martim Vicente     | 22    | Amadora              | Gala Final: 2.º Lugar                  |
| Carolina Deslandes | 19    | Lisboa               | 9.ª Gala - 26 de Dezembro de 2010      |
| Adriano Diouf      | 22    | Moita                | 8.ª Gala - 19 de Dezembro de 2010      |
| Maria Bradshaw     | 20    | Oeiras               | 8.ª Gala - 19 de Dezembro de 2010      |
| Neemias Silva      | 16    | Oliveira do Hospital | 6.ª Gala - 5 de Dezembro de 2010       |
| Joceline Medina    | 19    | Vidigueira           | 5.ª Gala - 28 de Novembro de 2010      |
| Gonçalo Dias       | 20    | Lisboa               | 4.ª Gala - 21 de Novembro de 2010      |
| Maria Manuel       | 16    | Ovar                 | 3.ª Gala - 14 de Novembro de 2010      |
| Gerson Santos      | 17    | Setúbal              | 2.ª Gala - 7 de Novembro de 2010       |
| Mónica Ribeiro     | 19    | Lisboa               | Semi-finalista - 31 de Outubro de 2010 |
| Raquel Pinho       | 17    | Seixal               | Semi-finalista - 31 de Outubro de 2010 |
| Ricardo Costa      | 17    | Entroncamento        | Semi-finalista - 31 de Outubro de 2010 |
| Maria Sturken      | 21    | Cascais              | Vítima de Votação - 13.º Finalista     |

## Galas

### 1.ª Gala - Top 14(Meu Ídolo)
O Top 14 actuou ao vivo em televisão, no dia 31 de Outubro, cantando uma música cada um. O tema das músicas foi "Meu Ídolo", então os concorrentes cantaram músicas dos seus maiores ídolos. Será apenas na mini gala do dia seguinte que os resultados serão revelados. Foi também nesta gala que se revelou o 13.º Finalista - Neemias Silva, saindo Maria Sturken do programa.
| Participante       | Música                                      | Resultado          |
| ------------------ | ------------------------------------------- | ------------------ |
| Adriano Diouf      | "Stronger Than Me" de Amy Winehouse         | Salvo Pelo Público |
| Carolina Deslandes | "Ain't No Other Man" de Christina Aguilera  | Salva Pelo Público |
| Gerson Santos      | "Here Without You" dos 3 Doors Down         | Salvo Pelo Público |
| Gonçalo Dias       | "Feel" de Robbie Williams                   | Salvo Pelo Público |
| Joceline Medina    | "Don't Stop The Music" de Rihanna           | Salva Pelo Público |
| Maria Bradshaw     | "Bridge Over Troubled Water" de Leona Lewis | Salva Pelo Público |
| Maria Manuel       | "Because The Night" de Patti Smith          | Salva Pelo Público |
| Neemias Silva      | "What's Left Of Me" de Nick Lachey          | Salvo Pelo Público |
| Sandra Pereira     | "You Had Me" de Joss Stone                  | Salva Pelo Público |
| Martim Vicente     | "Steal My Kisses" de Ben Harper             | Salvo Pelo Júri    |
| Mónica Ribeiro     | "Your Song" de Elton John                   | Eliminados         |
| Raquel Pinho       | "Warwick Avenue" de Duffy                   | Eliminados         |
| Ricardo Costa      | "Best of You" dos Foo Fighters              | Eliminados         |
| Maria Sturken      | "Use Somebody" de Pixie Lott                | Eliminada1         |

- 1 Apesar da Maria Sturken saber que já estava eliminada, a pedido dos colegas, ela cantou a música que tinha preparada no final do programa.

#### Mini Gala - Top 13(Revelação dos Votos)
As raparigas e os rapazes do Top 13 actuaram ao vivo em televisão, no dia 1 de Novembro, cantando 2 músicas todos juntos. Depois destas actuações, os votos (100% do público) foram revelados. É de referir que os 4 concorrentes menos votados (Martim, Mónica, Raquel, Ricardo) tiveram de cantar a música do dia anterior outra vez, para esclarecer qual devia ficar no programa. E desta mini gala é que saiu o ilustre Top 10 do Ídolos 2010. Convidados Especiais: Skunk Anansie - "Over The Love" / "Talk To Much"
| Participante | Música                                       |
| ------------ | -------------------------------------------- |
| Top 13       | "We Are Golden" de Mika                      |
| Top 13       | "Love The Way You Lie" de Eminem ft. Rihanna |

### 2.ª Gala - Top 10(Anos 80)
O Top 10 actuou ao vivo em televisão, no dia 7 de Novembro, cantando uma música cada um. O tema das músicas foi "Anos 80", então os concorrentes cantaram músicas celebrizadas nos Anos 80. Depois de todos os concorrentes terem actuado, os votos (100% do público) foram revelados. A Maria Bradshaw e o Gerson foram os 2 menos votados, tendo saído o Gerson. Convidados Especiais: Trabalhadores do Comércio - "Chamem a Polícia"
| Participante       | Música                                    | Resultado          |
| ------------------ | ----------------------------------------- | ------------------ |
| Top 10             | "Shout" dos Tears For Fears               |                    |
| Adriano Diouf      | "Holding Out For a Hero" de Bonnie Tyler  | Salvo Pelo Público |
| Carolina Deslandes | "Master Blaster" de Stevie Wonder         | Salva Pelo Público |
| Gonçalo Dias       | "I Want To Break Free" dos Queen          | Salvo Pelo Público |
| Joceline Medina    | "Livin' On a Prayer" dos Bon Jovi         | Salva Pelo Público |
| Maria Manuel       | "All Night Long" de Lionel Richie         | Salva Pelo Público |
| Martim Vicente     | "O Corpo é Que Paga" de António Variações | Salvo Pelo Público |
| Neemias Silva      | "Free Falling" de Tom Petty               | Salvo Pelo Público |
| Sandra Pereira     | "Nowhere Fast" de Fire Inc.               | Salva Pelo Público |
| Maria Bradshaw     | "Greatest Love Of All" de Whitney Houston | 2 Menos Votados    |
| Gerson Santos      | "Somebody" de Bryan Adams                 | Eliminado          |

### 3.ª Gala - Top 9(Cinema)
O Top 9 actuou ao vivo em televisão, no dia 14 de Novembro, cantando uma música cada um. O tema das músicas foi "Cinema", então os concorrentes cantaram músicas da banda sonora de filmes conhecidos. Depois de todos os concorrentes terem actuado, os votos (100% do público) foram revelados. O Adriano e a Maria Manuel foram os 2 menos votados, tendo saído a Maria Manuel.
NOTA: Entre parêntesis está o filme a que pertence a música.
| Participante       | Música                                                                               | Resultado          |
| ------------------ | ------------------------------------------------------------------------------------ | ------------------ |
| Top 9              | "Ghostbusters" de Ray Parker Jr. (Ghostbusters)                                      |                    |
| Carolina Deslandes | "Angel" de Sarah McLachlan (Cidade dos Anjos)                                        | Salva Pelo Público |
| Gonçalo Dias       | "She" de Elvis Costello (Notting Hill)                                               | Salvo Pelo Público |
| Joceline Medina    | "I Will Survive" de Gloria Gaynor (The Adventures of Priscilla, Queen of the Desert) | Salva Pelo Público |
| Maria Bradshaw     | "It's Raining Men" de Geri Halliwell (O Diário de Bridget Jones)                     | Salva Pelo Público |
| Martim Vicente     | "Se Eu Fosse Um Dia o Teu Olhar" de Pedro Abrunhosa (Adão e Eva)                     | Salvo Pelo Público |
| Neemias Silva      | "Hero" de Chad Kroeger (Homem Aranha)                                                | Salvo Pelo Público |
| Sandra Pereira     | "Wicked Game" de Chris Isaak (Um Coração Selvagem)                                   | Salva Pelo Público |
| Adriano Diouf      | "Kiss From a Rose" de Seal (Batman Para Sempre)                                      | 2 Menos Votados    |
| Maria Manuel       | "Accidentally In Love" dos Counting Crows (Shrek 2)                                  | Eliminada          |

### 4.ª Gala - Top 8(Ritmos Alternativos - Músicas do Mundo)
O Top 8 actuou ao vivo em televisão, no dia 21 de Novembro, cantando uma música cada um. O tema das músicas foi "Ritmos Alternativos", então os concorrentes cantaram músicas de estilos alternativos, excluindo o Pop e o Rock. Depois de todos os concorrentes terem actuado, os votos (100% do público) foram revelados. A Joceline e o Gonçalo foram os dois menos votados, tendo saído o Gonçalo.
NOTA: Entre parêntesis está o estilo da música.
| Participante       | Música                                                             | Resultado          |
| ------------------ | ------------------------------------------------------------------ | ------------------ |
| Top 8              | "Under Pressure (Ice Ice Baby)" dos Jedward ft. Vanilla Ice        |                    |
| Adriano Diouf      | "Acabou" de Boss AC (R&B)                                          | Salvo Pelo Público |
| Carolina Deslandes | "Beggin" dos Madcon (Hip Hop)                                      | Salva Pelo Público |
| Maria Bradshaw     | "Qué Hiciste" de Jennifer Lopez (Latino)                           | Salva Pelo Público |
| Martim Vicente     | "Lisboa Que Amanhece" de Sérgio Godinho (Blues / Jazz)             | Salvo Pelo Público |
| Neemias Silva      | "Garota de Ipanema" de Tom Jobim & Vinícius de Moraes (Bossa Nova) | Salvo Pelo Público |
| Sandra Pereira     | "Ó Gente da Minha Terra" da Mariza (Fado)                          | Salva Pelo Público |
| Joceline Medina    | "Lua" de Mayra Andrade (Morna)                                     | 2 Menos Votados    |
| Gonçalo Dias       | "Hound Dog" de Elvis Presley (Rock & Roll)                         | Eliminado          |

### 5.ª Gala - Top 7(Vozes Inesquecíveis)
O Top 7 actuou ao vivo em televisão, no dia 28 de Novembro, cantando uma música cada um. O tema das músicas foi "Vozes Inesquecíveis" sendo que os concorrentes cantaram músicas interpretadas por vozes inesquecíveis. Depois de todos os concorrentes terem actuado, os votos (100% do público) foram revelados. O Adriano e a Joceline foram os dois menos votados, tendo saído a Joceline. Convidado Especial: Paulo Gonzo - "Love Man" ; Actuação Especial: Laurent Filipe & Bandídolos.
| Participante       | Música                                          | Resultado          |
| ------------------ | ----------------------------------------------- | ------------------ |
| Carolina Deslandes | "Canção de Alterne" de Rui Veloso               | Salva Pelo Público |
| Maria Bradshaw     | "Smile" de Nat King Cole                        | Salva Pelo Público |
| Martim Vicente     | "Georgia on My Mind" de Ray Charles             | Salvo Pelo Público |
| Neemias Silva      | "What a Wonderful World" de Louis Armstrong     | Salvo Pelo Público |
| Sandra Pereira     | "I Just Want To Make Love To You" de Etta James | Salva Pelo Público |
| Adriano Diouf      | "Frágil" de Jorge Palma                         | 2 Menos Votados    |
| Joceline Medina    | "Fly Me To The Moon" de Frank Sinatra           | Eliminada          |

### 6.ª Gala - Top 6(Século XXI)
O Top 6 actuou ao vivo em televisão, no dia 5 de Dezembro, cantando uma música cada um. O tema das músicas foi "Século XXI", então os concorrentes cantaram músicas celebrizadas no século XXI. Depois de todos os concorrentes terem actuado, os votos (100% do público) foram revelados. A Carolina e o Neemias foram os dois menos votados, tendo saído o Neemias. Convidados Especiais: Deolinda - "Um Contra o Outro"
| Participante       | Música                               | Resultado          |
| ------------------ | ------------------------------------ | ------------------ |
| Top 6              | "Telephone" de Lady GaGa ft. Beyoncé |                    |
| Top 6              | "Forget You" de Cee Lo Green         |                    |
| Adriano Diouf      | "Take a Bow" de Rihanna              | Salvo Pelo Público |
| Maria Bradshaw     | "Hurt" de Christina Aguilera         | Salva Pelo Público |
| Martim Vicente     | "The Scientist" dos Coldplay         | Salvo Pelo Público |
| Sandra Pereira     | "Canned Heat" dos Jamiroquai         | Salva Pelo Público |
| Carolina Deslandes | "Karma" de Alicia Keys               | 2 Menos Votados    |
| Neemias Silva      | "Walking Away" de Craig David        | Eliminado          |

### 7.ª Gala - Top 5(Escolha do Público & Escolha do Júri)
O Top 5 actuou ao vivo em televisão, no dia 12 de Dezembro, cantando duas músicas cada um. O tema das músicas foi "Escolha do Público & Escolha do Júri", então os concorrentes cantaram uma música escolhida pelo público no site da RFM, a rádio oficial do Ídolos e outra escolhida pelo júri. Depois de todos os concorrentes terem actuado, os votos (100% do público) foram revelados. A Sandra e a Maria Bradshaw foram as duas menos votadas, tendo sido menos votada a Maria Bradshaw. Convidada Especial: Katie Stevens - "All I Want For Christmas Is You"
NOTA: Entre parêntesis está o tema de cada música.
| Participante       | Música                                                      | Resultado          |
| ------------------ | ----------------------------------------------------------- | ------------------ |
| Adriano Diouf      | "I'm Yours" de Jason Mraz (Público)                         | Salvo Pelo Público |
| Adriano Diouf      | "Someone Like You" de Van Morrison (Júri)                   | Salvo Pelo Público |
| Carolina Deslandes | "Teenage Dream" de Katy Perry (Público)                     | Salva Pelo Público |
| Carolina Deslandes | "The Blower´s Daughter" de Damien Rice (Júri)               | Salva Pelo Público |
| Martim Vicente     | "You Found Me" dos The Fray (Público)                       | Salvo Pelo Público |
| Martim Vicente     | "Me and Mrs. Jones" de Billy Paul (Júri)                    | Salvo Pelo Público |
| Sandra Pereira     | "Sober" de P!nk (Público)                                   | 2 Menos Votados    |
| Sandra Pereira     | "(You Make Me Feel) A Natural Woman" de Mary J Blige (Júri) | 2 Menos Votados    |
| Maria Bradshaw     | "Need You Now" dos Lady Antebellum (Público)                | Resgatada1         |
| Maria Bradshaw     | "Corazon Partío" de Alejandro Sanz (Júri)                   | Resgatada1         |

- 1 Apesar da Maria Bradshaw ter sido a menos votada, o júri decidiu usar o poder de resgate, e assim, como a Maria foi resgatada, na gala seguinte teriam de ser dois concorrentes a abandonar o Ídolos, acabando por ser a Maria Bradshaw e o Adriano.

### 8.ª Gala - Top 5(Músicas de Amor & Paixão)
O Top 5 actuou ao vivo em televisão, no dia 19 de Dezembro, cantando duas músicas cada um. O tema das músicas foi "Músicas de Amor & Paixão", então os concorrentes cantaram uma música de Amor e outra música de Paixão. Depois de todos os concorrentes terem actuado, os votos (100% do público) foram revelados. O Martim, a Maria Bradshaw e o Adriano foram os três menos votados, tendo saído a Maria Bradshaw e o Adriano. Actuação Especial: João Manzarra & William 'King Of Love' - "Pudim de Natal"
NOTA: Entre parêntesis está o tema de cada música.
| Participante       | Música                                                  | Resultado          |
| ------------------ | ------------------------------------------------------- | ------------------ |
| Top 5              | "Imagine" de John Lennon                                |                    |
| Carolina Deslandes | "Problema de Expressão" dos Clã (Amor)                  | Salva Pelo Público |
| Carolina Deslandes | "Sex on Fire" dos Kings Of Leon (Paixão)                | Salva Pelo Público |
| Sandra Pereira     | "You'll Follow Me Down" dos Skunk Anansie (Amor)        | Salva Pelo Público |
| Sandra Pereira     | "Easy Lover" de Phil Collins (Paixão)                   | Salva Pelo Público |
| Martim Vicente     | "Laços" dos Toranja (Amor)                              | 3 Menos Votados    |
| Martim Vicente     | "Whataya Want From Me" de Adam Lambert (Paixão)         | 3 Menos Votados    |
| Adriano Diouf      | "Fala-me de Amor" dos Santos & Pecadores (Amor)         | Eliminados         |
| Adriano Diouf      | "One Love" de Bob Marley (Paixão)                       | Eliminados         |
| Maria Bradshaw     | "Love of my Life" dos Queen (Amor)                      | Eliminados         |
| Maria Bradshaw     | "What's Love Got To Do With It" de Tina Turner (Paixão) | Eliminados         |

### 9.ª Gala - Top 3(Dedicatórias)
O Top 3 actuou ao vivo em televisão, no dia 26 de Dezembro, cantando três músicas cada um. O tema das músicas foi "Dedicatórias", então os concorrentes cantaram uma música dedicada ao júri, uma música dedicada a alguém especial e uma música em dueto com Jorge Palma. Depois de todos os concorrentes terem actuado, os votos (100% do público) foram revelados. Não foram revelados os dois menos votados, tendo saído a Carolina. Convidado Especial: Jorge Palma - Duetos Com Os Participantes
NOTA: Entre parêntesis estão mais informações sobre a dedicatória.
| Participante       | Música                                                        | Resultado          |
| ------------------ | ------------------------------------------------------------- | ------------------ |
| Top 3              | "Billionaire" de Travie McCoy ft. Bruno Mars                  |                    |
| Martim Vicente     | "Man In The Mirror" de Michael Jackson (dedicada ao júri)     | Salvo Pelo Público |
| Martim Vicente     | "Porto Sentido" de Rui Veloso (dedicada aos portugueses)      | Salvo Pelo Público |
| Martim Vicente     | "Deixa-me Rir" de Jorge Palma (dueto)                         | Salvo Pelo Público |
| Sandra Pereira     | "Shine On You Crazy Diamond" de Pink Floyd (dedicada ao júri) | Salva Pelo Público |
| Sandra Pereira     | "Roxanne" dos The Police (dedicada aos artistas portugueses)  | Salva Pelo Público |
| Sandra Pereira     | "Encosta-te a Mim" de Jorge Palma (dueto)                     | Salva Pelo Público |
| Carolina Deslandes | "It's a Man's World" de James Brown (dedicada ao júri)        | Eliminada          |
| Carolina Deslandes | "I'm Outta Love" de Anastacia (dedicada à sua mãe)            | Eliminada          |
| Carolina Deslandes | "Cara de Anjo Mau" de Jorge Palma (dueto)                     | Eliminada          |

### 10.ª Gala - Final- O Melhor doÍdolos
O Top 2 actuou ao vivo em televisão, no dia 31 de Dezembro, cantando três músicas cada um. O tema das músicas foi "O Melhor do Ídolos", então os concorrentes cantaram músicas à sua escolha, da sua inteira responsabilidade. Os ex-concorrentes também actuaram nesta gala, assim como três convidados especiais. Depois de todos os concorrentes terem actuado, os votos (100% do público) foram revelados. A partir deste dia, Sandra Pereira é considerada o Novo Ídolo de Portugal. Convidados Especiais: Mariza - Smile ; Asher Lane - "New Day" ; Expensive Soul - "O Amor é Mágico"
| Participante                   | Música                                        | Resultado |
| ------------------------------ | --------------------------------------------- | --------- |
| Top 14                         | "Let Me Entertain' You" de Robbie Williams    |           |
| Top 14                         | "Love The Way You Lie" de Eminem ft. Rihanna  |           |
| Top 14 excepto Sandra & Martim | "Let's Get It Started" dos Black Eyed Peas    |           |
| Top 14 excepto Sandra & Martim | "Start Me Up" / "Livin' On a Prayer" de Glee  |           |
| Top 2                          | "One" dos U2                                  |           |
| Sandra Pereira                 | "You've Got The Love" de Florence+The Machine | 1.º LUGAR |
| Sandra Pereira                 | "Solsbury Hill" de Peter Gabriel              | 1.º LUGAR |
| Sandra Pereira                 | "Crazy" de Seal                               | 1.º LUGAR |
| Martim Vicente                 | "Clocks" de Coldplay                          | 2.º LUGAR |
| Martim Vicente                 | "Fly Away" de Lenny Kravitz                   | 2.º LUGAR |
| Martim Vicente                 | "Tudo o Que Eu Te Dou" de Pedro Abrunhosa     | 2.º LUGAR |

## Resultados
| Fase: | Fase:              | Top 13     | 10 Finalistas | 10 Finalistas | 10 Finalistas | 10 Finalistas | 10 Finalistas | 10 Finalistas | 10 Finalistas | 10 Finalistas | 10 Finalistas |            |
| Gala: | Gala:              | 31/10      | 07/11         | 14/11         | 21/11         | 28/11         | 05/12         | 12/12         | 19/12         | 26/12         | 31/12         |            |
| Lugar | Concorrentes       | Resultados | Resultados    | Resultados    | Resultados    | Resultados    | Resultados    | Resultados    | Resultados    | Resultados    | Resultados    | Resultados |
| 1     | Sandra Pereira     | SPP        |               |               |               |               |               | MV            |               |               | 1º Lugar      |            |
| 2     | Martim Vicente     | SPJ        |               |               |               |               |               |               | MV            |               | 2º Lugar      |            |
| 3     | Carolina Deslandes | SPP        |               |               |               |               | MV            |               |               | Eliminada     |               |            |
| 4/5   | Adriano Diouf      | SPP        |               | MV            |               | MV            |               |               | Eliminados    |               |               |            |
| 4/5   | Maria Bradshaw     | SPP        | MV            |               |               |               |               | Salva2        | Eliminados    |               |               |            |
| 6     | Neemias Silva      | SPP        |               |               |               |               | Eliminado     |               |               |               |               |            |
| 7     | Joceline Medina    | SPP        |               |               | MV            | Eliminada     |               |               |               |               |               |            |
| 8     | Gonçalo Dias       | SPP        |               |               | Eliminado     |               |               |               |               |               |               |            |
| 9     | Maria Manuel       | SPP        |               | Eliminada     |               |               |               |               |               |               |               |            |
| 10    | Gerson Santos      | SPP        | Eliminado     |               |               |               |               |               |               |               |               |            |
| 11-13 | Mónica Ribeiro     | Eliminados |               |               |               |               |               |               |               |               |               |            |
| 11-13 | Raquel Pinho       | Eliminados |               |               |               |               |               |               |               |               |               |            |
| 11-13 | Ricardo Costa      | Eliminados |               |               |               |               |               |               |               |               |               |            |
| 14    | Maria Sturken1     | Eliminada  |               |               |               |               |               |               |               |               |               |            |

| Raparigas | Rapazes | Vencedor(a) | Salvo Pelo Público - Semifinal | Salvo Pelo Júri - Semifinal |

| Mais votados pelo público | Menos votados pelo público | Eliminado(a) | Salvo(a) pelo Júri |

- 1 Apesar de teoricamente a Maria Sturken ter sido eliminada na 1ª Gala, não chegou a estar presente nos 13 finalistas, pois o público decidiu que quem deveria ocupar esse lugar era o Neemias.

- 2 Apesar da Maria Bradshaw ter sido a menos votado, o júri decidiu usar o poder de resgate, e assim, como a Maria Bradshaw foi resgatada, na gala seguinte teriam de ser 2 concorrentes a abandonar o Ídolos.